# Heßdorf
Heßdorf là một town thuộc huyện Erlangen-Höchstadt, trong bang Bayern, nước Đức. Đô thị Heßdorf có diện tích 24,79 km², dân số thời điểm 31 tháng 12 năm 2006 là 3475 người.